# 아버지 (1998년 드라마)
《아버지》는 1998년 1월 4일에 방영한 KBS 일요베스트이다.

## 줄거리
정은은 얼마 전 어머니를 여의고 자신의 사춘기 시절에 상처를 남긴 새아버지가 싫어 떨어져 산다. 특별하게 안좋은 감정이 있는 것은 아니지만 사춘기 시절의 갈등으로 서먹했던 두 사람의 관계가 어머니의 죽음으로 더욱 모호한 관계가 되었다. 정은은 친고모로부터 새아버지가 아프다는 소식을 듣게 된다. 아내를 앓은 외로움으로 생활마저 흔들리는 아버지는 정은에게 진심으로 따뜻하게 대하지만, 정은은 그런 아버지의 사랑이 어색하고 부담스러울 뿐이다. 승호와의 결혼 문제도 아버지를 제쳐놓고 몰래 혼자서 결정하고 준비하려 한다.

## 등장 인물

### 주요 인물
- 박인환 : 정은의 새아버지 역
- 이아현 : 정은 역 (아역 채민희)

### 그 외 인물
- 차태현 : 동욱 역 (아역 김푸름) - 정은의 이부동생
- 김태우 : 승호 역 - 정은의 남자친구
- 고희준 : 박씨 아저씨 역
- 안해숙 : 정은의 어머니 역
- 서권순 : 승호의 어머니 역
- 최란 : 정은의 이모 역
- 최재원 : 선생님 역
- 강경헌 : 패션숍 동료 역
- 허영란 : 승미 역 - 승호의 동생

## 촬영 장소
- 문산종합여고
- 도시철도공사
- 총신대
- 숭실대